# Eleições legislativas na Dinamarca em 2022
As eleições legislativas dinamarquesas de 2022 realizaram-se a 1 de novembro, para eleger 179 deputados do Folketing, o Parlamento da Dinamarca, sendo 175 mandatos eleitos pela Dinamarca, 2 pelas Ilhas Faroé e 2 pela Gronelândia.
Estas eleições foram provocadas pela ruptura do apoio do Partido Social-Liberal ao governo do Partido Social-Democrata liderado por Mette Frederiksen. Em resposta a um ultimato do Partido Social-Liberal, Frederiksen decidiu provocar eleições antecipadas.
O Partido Social Democrata, liderado por Mette Frederiksen, venceu as eleições legislativas e conseguia a melhor performance eleitoral em 20 anos, ao obter 27,5% dos votos e 50 deputados. Por contraponto, o Partido Social Liberal, responsável pela crise política, obteve um dos piores resultados da sua história, obtendo menos de 4% e 7 deputados. O maior partido da oposição, Venstre, Partido Liberal da Dinamarca também teve resultados desastrosos, ao conseguir pouco mais de 13% dos votos, o pior resultado do partido em 30 anos. As grandes surpresas destas eleições foram os dois novos partidos: os Moderados, partido liderado pelo antigo primeiro-ministro liberal Lars Løkke Rasmussen, tornaram-se a terceira força política e os nacionalistas dos Democratas Dinamarqueses, partido inspirado pelo sucesso dos Democratas Suecos, ficaram em quinto lugar.
Embora o "Bloco Vermelho", coligação do centro-esquerda, tenha conseguido manter a maioria parlamentar, Mette Frederiksen anunciou a intenção de formar um governo centrista com partido do "Bloco Azul" (coligação do centro-direita) e partidos não alinhados. No início do Dezembro, os seguintes partidos mantinham-se em negociações para formar governo: Partido Social Democrata, Venstre, Moderados, Partido Popular Socialista, Aliança Liberal, Partido Social-Liberal e Partido Popular Dinamarquês.
A 13 de dezembro, Mette Frederiksen foi apresentar à rainha Margarida II da Dinamarca o seu novo governo que será uma coligação entre os rivais históricos do Partido Social-Democrata e do Venstre, Partido Liberal da Dinamarca, além do novo partido Moderados. Será a primeira vez desde que 1978 que social-democratas e liberais se juntam no governo dinamarquês.

## Partidos concorrentes

### Dinamarca
| Partido | Partido                     | Partido | Ideologia                | Espectro                  |
| ------- | --------------------------- | ------- | ------------------------ | ------------------------- |
|         | Partido Social-Democrata    | A       | Social-democracia        | Centro-esquerda           |
|         | Partido Liberal             | V       | Conservadorismo liberal  | Centro-direita            |
|         | Partido Popular Dinamarquês | O       | Populismo de direita     | Direita/Extrema-direita   |
|         | Partido Social-Liberal      | B       | Liberalismo social       | Centro/Centro-esquerda    |
|         | Partido Popular Socialista  | F       | Socialismo democrático   | Centro-esquerda/Esquerda  |
|         | Aliança Vermelha e Verde    | Ø       | Socialismo               | Esquerda/Extrema-esquerda |
|         | Partido Popular Conservador | C       | Conservadorismo          | Centro-direita            |
|         | Alternativa                 | Å       | Ecologismo               | Centro-esquerda           |
|         | Nova Direita                | D       | Conservadorismo nacional | Direita/Extrema-direita   |
|         | Aliança Liberal             | I       | Liberalismo clássico     | Centro-direita            |
|         | Democratas-Cristãos         | K       | Democracia cristã        | Centro/Centro-direita     |
|         | Democratas Dinamarqueses    | Æ       | Populismo de direita     | Direita/Extrema-direita   |
|         | Moderados                   | M       | Centrismo                | Centro                    |
|         | Verdes Independentes        | Q       | Política verde           | Esquerda                  |

### Ilhas Faroé
| Partido | Partido                  | Ideologia                              | Espectro               |
| ------- | ------------------------ | -------------------------------------- | ---------------------- |
|         | Partido da República     | Socialismo democrático Independentismo | Esquerda               |
|         | Partido Social-Democrata | Social-democracia Unionismo            | Centro-esquerda        |
|         | Partido Unionista        | Conservadorismo liberal Unionismo      | Centro-direita         |
|         | Partido Popular          | Conservadorismo Independentismo        | Centro-direita/Direita |
|         | Partido do Progresso     | Liberalismo clássico Independentismo   | Centro-direita         |
|         | Partido do Centro        | Conservadorismo social Regionalismo    | Direita                |

### Gronelândia
| Partido | Partido               | Ideologia                              | Espectro              |
| ------- | --------------------- | -------------------------------------- | --------------------- |
|         | Partido do Povo       | Socialismo democrático Independentismo | Esquerda              |
|         | Avante                | Social-democracia Independentismo      | Centro-esquerda       |
|         | Partido da Comunidade | Conservadorismo liberal Unionismo      | Centro-direita        |
|         | Democratas            | Liberalismo Unionismo                  | Centro/Centro-direita |
|         | Partido Naleraq       | Populismo Independentismo              | Centro                |
|         | Partido da Cooperação | Liberalismo clássico Unionismo         | Centro-direita        |

## Resultados Oficiais

### Dinamarca
| Partido                 | Partido                     | Votos     | %               | +/-   | Deputados | +/-  |
| ----------------------- | --------------------------- | --------- | --------------- | ----- | --------- | ---- |
|                         | Partido Social-Democrata    | 971 995   | 27,50 / 100,00  | 1,60  | 50 / 175  | 2    |
|                         | Partido Liberal             | 470 546   | 13,32 / 100,00  | 10,07 | 23 / 175  | 20   |
|                         | Moderados                   | 327 699   | 9,27 / 100,00   | Novo  | 16 / 175  | Novo |
|                         | Partido Popular Socialista  | 293 186   | 8,30 / 100,00   | 0,59  | 15 / 175  | 1    |
|                         | Democratas Dinamarqueses    | 286 796   | 8,12 / 100,00   | Novo  | 14 / 175  | Novo |
|                         | Aliança Liberal             | 278 656   | 7,89 / 100,00   | 5,56  | 14 / 175  | 10   |
|                         | Partido Popular Conservador | 194 820   | 5,51 / 100,00   | 1,11  | 10 / 175  | 2    |
|                         | Aliança Vermelha e Verde    | 181 452   | 5,13 / 100,00   | 1,81  | 9 / 175   | 4    |
|                         | Partido Social-Liberal      | 133 931   | 3,79 / 100,00   | 4,84  | 7 / 175   | 9    |
|                         | Nova Direita                | 129 524   | 3,67 / 100,00   | 1,34  | 6 / 175   | 2    |
|                         | Alternativa                 | 117 567   | 3,33 / 100,00   | 0,38  | 6 / 175   | 1    |
|                         | Partido Popular Dinamarquês | 93 428    | 2,64 / 100,00   | 6,10  | 5 / 175   | 11   |
|                         | Outros (com menos de 1,00%) | 54 351    | 1,54 / 100,00   |       | 0 / 175   |      |
| Votos Inválidos         | Votos Inválidos             | 58 871    | 1,64 / 100,00   | 0,58  |           |      |
| Total                   | Total                       | 3 592 822 | 100,00 / 100,00 |       | 175 / 175 |      |
| Eleitorado/Participação | Eleitorado/Participação     | 4 269 048 | 84,16 / 100,00  | 0,46  |           |      |
| Fonte                   | Fonte                       | DST       | DST             | DST   | DST       | DST  |

### Ilhas Faroé
| Partido                 | Partido                  | Votos  | %               | +/-   | Deputados | +/-     |
| ----------------------- | ------------------------ | ------ | --------------- | ----- | --------- | ------- |
|                         | Partido Unionista        | 8 198  | 30,19 / 100,00  | 1,87  | 1 / 2     | Estável |
|                         | Partido Social-Democrata | 7 659  | 28,20 / 100,00  | 2,65  | 1 / 2     | Estável |
|                         | Partido da República     | 4 927  | 18,14 / 100,00  | 0,46  | 0 / 2     | Estável |
|                         | Partido Popular          | 4 222  | 15,55 / 100,00  | 8,24  | 0 / 2     | Estável |
|                         | Partido do Centro        | 1 217  | 4,48 / 100,00   | Novo  | 0 / 2     | Novo    |
|                         | Partido do Progresso     | 936    | 3,45 / 100,00   | 0,99  | 0 / 2     | Estável |
| Votos Inválidos         | Votos Inválidos          | 219    | 0,80 / 100,00   | 0,04  |           |         |
| Total                   | Total                    | 27 378 | 100,00 / 100,00 |       | 2 / 2     |         |
| Eleitorado/Participação | Eleitorado/Participação  | 38 387 | 71,32 / 100,00  | 1,00  |           |         |
| Fonte                   | Fonte                    | [ 9 ]  | [ 9 ]           | [ 9 ] | [ 9 ]     | [ 9 ]   |

### Gronelaândia
| Partido                 | Partido                 | Votos  | %               | +/-    | Deputados | +/-     |
| ----------------------- | ----------------------- | ------ | --------------- | ------ | --------- | ------- |
|                         | Avante                  | 7 424  | 38,58 / 100,00  | 8,25   | 1 / 2     | Estável |
|                         | Partido do Povo         | 4 852  | 25,21 / 100,00  | 9,13   | 1 / 2     | Estável |
|                         | Democratas              | 3 656  | 19,00 / 100,00  | 7,70   | 0 / 2     | Estável |
|                         | Partido Naleraq         | 2 416  | 12,55 / 100,00  | 4,73   | 0 / 2     | Estável |
|                         | Partido da Comunidade   | 720    | 3,74 / 100,00   | 1,75   | 0 / 2     | Estável |
|                         | Partido da Cooperação   | 176    | 0,91 / 100,00   | 1,68   | 0 / 2     | Estável |
| Votos Inválidos         | Votos Inválidos         | 490    | 2,48 / 100,00   | 0,36   |           |         |
| Total                   | Total                   | 19 734 | 100,00 / 100,00 |        | 2 / 2     |         |
| Eleitorado/Participação | Eleitorado/Participação | 41 305 | 47,78 / 100,00  | 1,99   |           |         |
| Fonte                   | Fonte                   | [ 10 ] | [ 10 ]          | [ 10 ] | [ 10 ]    | [ 10 ]  |